# Klon kłosowy
Klon kłosowy (Acer spicatum Lam.) – gatunek drzew z rodziny mydleńcowatych (Sapindaceae). W obrębie rodzaju sklasyfikowany do sekcji Parviflora i serii Caudata. Występuje w Ameryce Północnej (głównie w Kanadzie). 

## Morfologia
PokrójKrzew lub małe drzewo, osiąga do 5–10 m wysokości.
Liście3- 5 klapowe (2 klapy u nasady nie zawsze widoczne), ostrokończyste, grubopiłkowane, długości 10–12 cm, z wierzchu ciemnożółto-zielone i pomarszczone, od spodu bardzo wyraźna siatka nerwów,lekko omszone, jesienią przebarwiające się na czerwono i pomarańczowo.
KwiatyZielonkawożółte, zebrane w gęste, wzniesione kwiatostany (15 cm długości), ukazują się późno – na przełomie maja i czerwca.
OwoceMałe, około 2 cm długości.

## Zastosowanie
Roślina ozdobna: od XVIII wieku sadzony w parkach w Europie.